# Diamond Jubilee State Coach

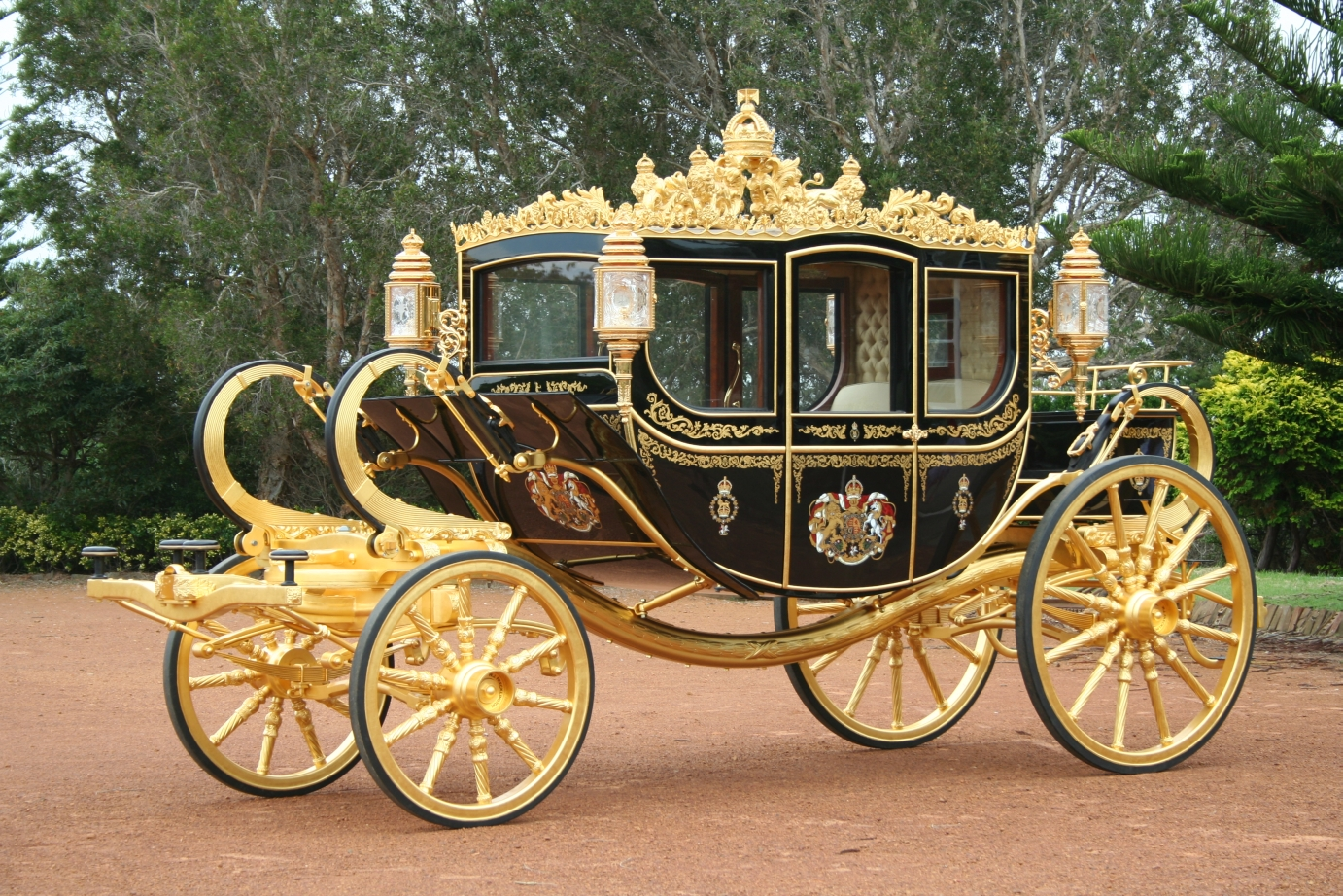
La Diamond Jubilee State Coach a Buckingham Palace

La Diamond Jubilee State Coach (inizialmente nota come State Coach Britannia) è una carrozza chiusa a sei cavalli che è stata realizzata per commemorare l'ottantesimo compleanno della regina Elisabetta II, ma il completamento è stato ritardato di quasi otto anni. Alla fine, è diventato una commemorazione per il giubileo di diamante della regina Elisabetta II. La Diamond Jubilee State Coach è stata utilizzata per la prima volta all'apertura del Parlamento il 4 giugno 2014. Da allora è in servizio regolare, spesso utilizzato per visite di Stato, ed è ospitata nei Royal Mews insieme alle altre carrozze reali della famiglia reale britannica.

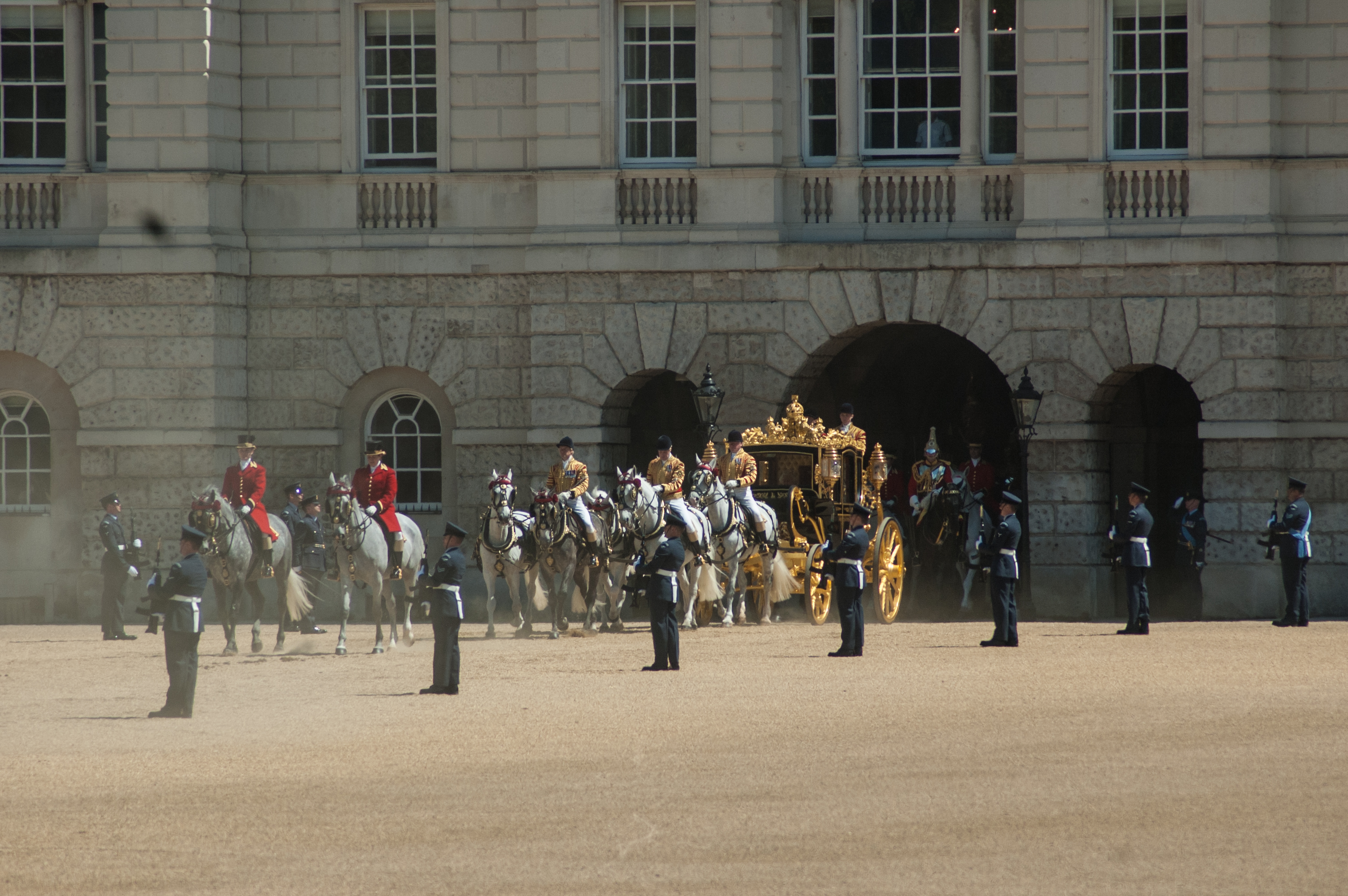
La carrozza trainata dai sei cavalli che attraversa il Horse Guards Parade durante l'apertura del Parlamento nel 2015

## Storia
La carrozza è stata costruita in Australia dal carrozziere W. J. Frecklington, precedentemente responsabile della costruzione dell'Australian State Coach del 1988. Sebbene completata nel 2010, la carrozza non è arrivata a Londra fino a marzo 2014 a causa di problemi con il finanziamento del suo trasporto. Buckingham Palace ha dichiarato che Frecklington aveva completato la carrozza di sua iniziativa e che non era un veicolo reale ufficiale, sebbene Frecklington avesse dichiarato che la carrozza era stata approvata (ma non commissionata) da Buckingham Palace. La Diamond Jubilee State Coach è stata successivamente acquistata dal Royal Collection Trust per una somma non rivelata, da una donazione privata, e ora fa parte della Royal Collection e può essere ufficialmente utilizzata. L'intenzione di Frecklington era quella di creare una carrozza che racchiudesse la storia e il patrimonio del Regno Unito incorporando materiale proveniente da edifici storici, navi e altri manufatti britannici. Il Diamond Jubilee State Coach è quindi una rappresentazione particolarmente ampia dei grandi eventi, figure e oggetti della storia britannica mai assemblati, elementi direttamente correlati a più di trenta re e regine d'Inghilterra, Scozia e Irlanda, i personaggi più influenti della Gran Bretagna, la storia, le sue più grandi vittorie, i suoi luoghi più preziosi e i suoi più grandi contributi al mondo. Frecklington ha finanziato la costruzione della carrozza come iniziativa privata con un po' di aiuto dal governo australiano sotto forma di una sovvenzione di $ 250 000 (£ 138 000). La Diamond Jubilee State Coach pesa 2,75 tonnellate ed è lunga 18 piedi (5,5 m) e alta 11 piedi (3,4 m). Come l'Australian State Coach, il Diamond Jubilee State Coach ha alzacristalli elettrici, riscaldamento e stabilizzatori idraulici.

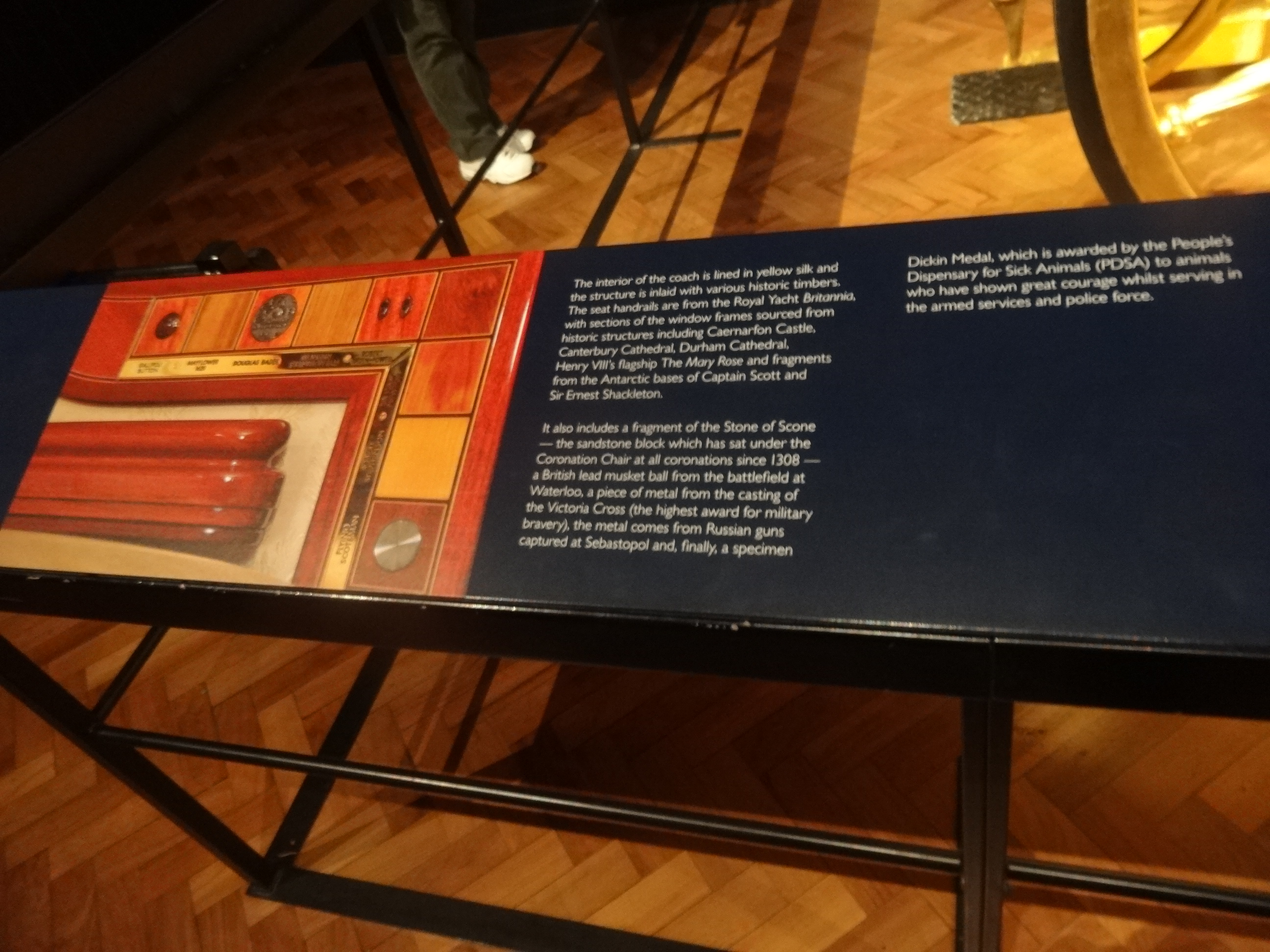
La descrizione della Diamond Jubilee State Coach al Royal Mews

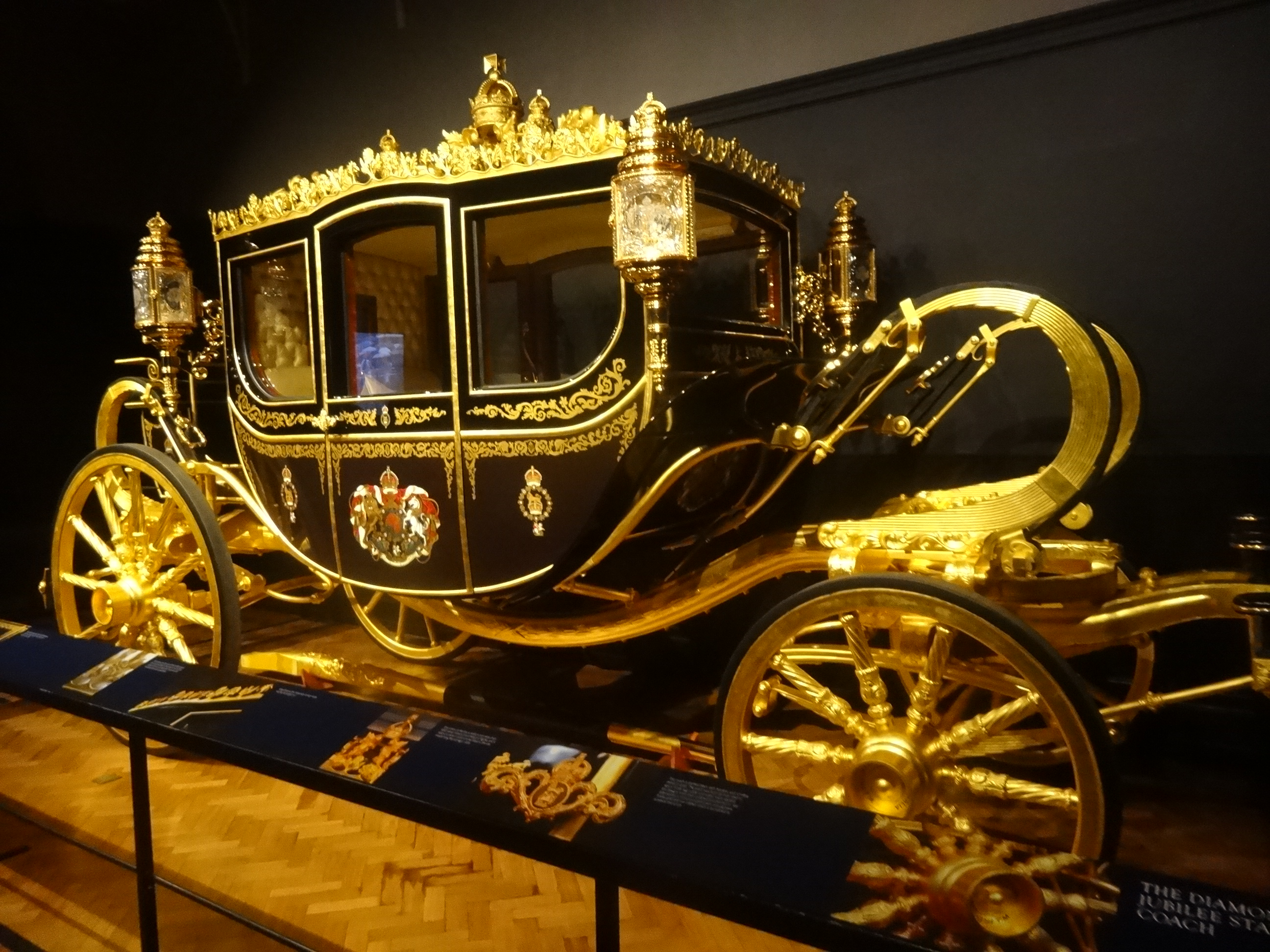
La carrozza conservata al Royal Mews di Buckingham Palace

## Descrizione
La corona in cima al tetto è scolpita nel legno dell'ammiraglia di Lord Nelson, la HMS Victory. Segmenti di legno provenienti dalla Torre di Londra, l'Abbazia di Westminster, la Cattedrale di St Paul, il Castello di Edimburgo, l'ammiraglia di Enrico VIII, la Mary Rose, il Mayflower, il Castello di Balmoral, il Palazzo di Blenheim, il Castello di Caernarfon, la Cattedrale di Canterbury, la Cattedrale di Carlisle, la Cattedrale di Chichester, la Cattedrale di Durham, Ely Cattedrale, Palazzo di Hampton Court, Palazzo di Holyrood, Palazzo di Kensington, Cattedrale di Lincoln, Cattedrale anglicana di Liverpool, Osborne House, Cattedrale di Salisbury, Cappella di San Giorgio, Castello di Stirling, Palazzo di Westminster, Padiglione reale, Casa Bianca a Kew, Cattedrale di Wells, Cattedrale di Westminster, Cattedrale di Winchester, Castello di Windsor, Cattedrale di York e altri sono intarsiati nel rivestimento interno della carrozza. È incluso anche materiale donato dal governo scozzese dalla Stone of Scone, legno delle Ferriby Boats, un segmento di materiale donato dal governo canadese dalla spedizione Franklin del 1845 e altri dall'ex Royal Yacht HMY Britannia, HMS Endeavour, Battaglia di Hastings, RMS Queen Mary, RMS Olympic, SS Great Britain, RSS Discovery, un contrappeso originale del Big Ben, una Battaglia di Spitfire e Hawker Hurricane, un Dambusters Lancaster, parte di un moschetto della battaglia di Waterloo. Sono inclusi anche segmenti relativi a Shakespeare, Sir Isaac Newton, Charles Darwin, Edward Jenner, John Harrison, Joseph Banks, Florence Nightingale e altri personaggi famosi, nonché copie digitali della Magna Carta e del Domesday Book. Le due maniglie delle porte, realizzate da un gioielliere neozelandese, sono decorate individualmente con 24 diamanti e 130 zaffiri. Le lampade sono state realizzate a mano da Edinburgh Crystal.